# Фруктоза
Фруктозата или т.нар. плодова захар е монозахарид (въглехидрат) със сладък вкус, която съдържа шест въглеродни атома. За разлика от глюкозата, с която имат еднаква обща формула (C6H12O6), има кетогрупа, разположена при втори въглероден атом, т.е. тя е кетохексоза. Съдържа се в сладките плодове, зеленчуци, захар и пчелен мед. Оттам идва и името ѝ. В човешкия организъм се разгражда само в черния дроб. Тъй като черният дроб има ограничен ресурс да преработва фруктоза, избягването на рафинираната захар за сметка на приемането на по-безопасно звучащия високофруктозен сироп от царевица може да крие рискове за здравето. Плъхове, хранени с високофруктозна диета, развиват стеатозен хепатит. Дори и здравите хора могат да усвоят не повече от 30 – 50 г фруктоза на ден. Страдащите от непоносимост към фруктоза развиват симптоми при доста по-малки количества.

## Състав и строеж на фруктозата
По физичните си отнасяния плодовата захар прилича на глюкозата. Тя има по-сладък вкус от глюкозата, но за разлика от нея се разтваря в алкохол. Фруктозата има същия качествен и количествен състав и молекулна маса като глюкозата. Молекулната ѝ формула е С6Н12О6. От химичните ѝ свойства се установява, че тя съдържа 5 хидроксилни групи и една кетогрупа при втори въглероден атом. Следователно тя е функционален изомер на глюкозата и е полихидроксикетон. Фруктозата е позната с петатомен и шестатомен пръстен, като свободната фруктоза е с петатомен пръстен. Хидроксилната група, която се формира при втори въглероден атом след затварянето на пръстена и която съдържа кислородния атом от карбонилната група, се нарича гликозидна група. В зависимост от разположението на тази глокозидна група съществуват α- (под равнината на пръстена) и β-пръстенна форма (над равнината на пръстена). Във воден разтвор между линейната, α- и β-пръстенна форма на фруктозата се установява равновесие, изтеглено изцяло към пръстенните форми: фруктофураноза, фруктоза.